# هربرتینگن
هربرتینگن (به آلمانی: Herbertingen) یک شهر در آلمان است که در Sigmaringen واقع شده‌است. هربرتینگن ۴٬۹۰۶ نفر جمعیت دارد.